# Volkswagen Volksbus
Volkswagen Volksbus é uma divisão de chassis de ônibus produzida pela Volkswagen Caminhões e Ônibus no Brasil desde abril de 1993.
Atualmente, produz chassis para ônibus de 5 a 26 toneladas, sendo a maioria movida por motores da marca MAN.

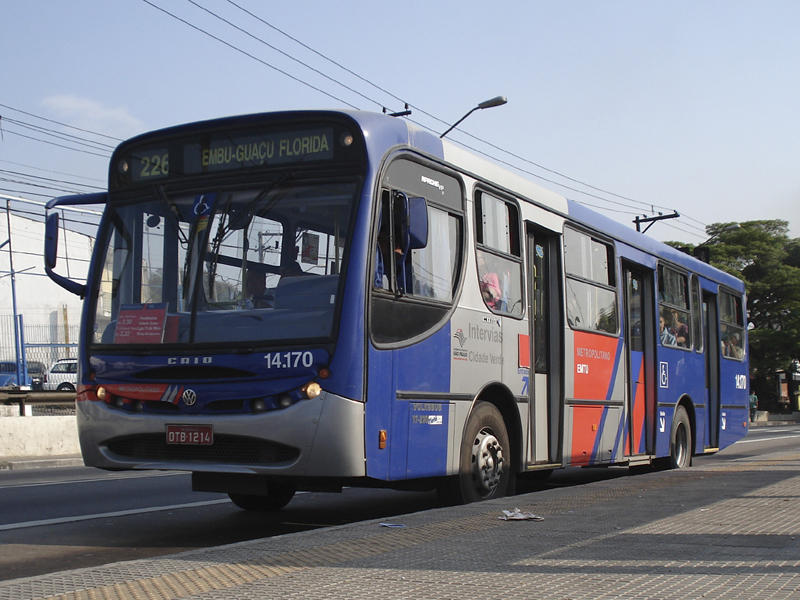
Ônibus CAIO Apache Vip I encarroçado no chassi Volksbus 17.240 OT

## Linha de produtos

### Microônibus e Miniônibus

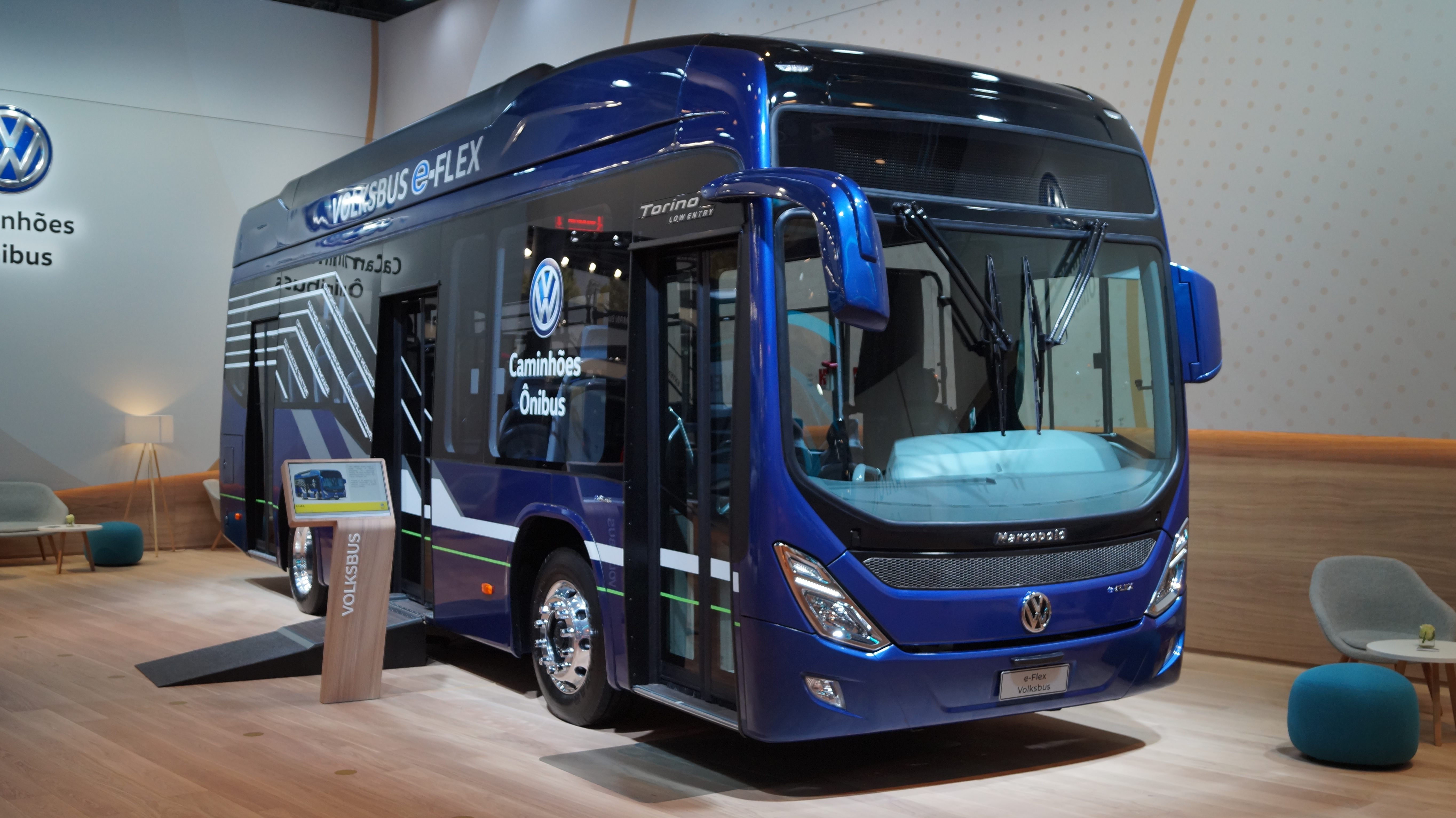
Volksbus e-Flex, chassi para ônibus elétricos

| Modelo              | Motor         | Potência          | Torque                    |
| ------------------- | ------------- | ----------------- | ------------------------- |
| 5.150 OD            | Cummins / ISF | 150 cv @ 2600 RPM | 46 mkgf @ 1100 - 1900 RPM |
| 8.160 OD            | Cummins / ISF | 160 cv @ 2600 RPM | 61 mkgf @ 1300 - 1700 RPM |
| 8.180 ORE 1         | Cummins / ISF | 162 cv @ 2600 RPM | 61 mkgf @ 1300 - 1700 RPM |
| 8.180 ONUREA        | Cummins / ISF | 162 cv @ 2600 RPM | 61 mkgf @ 1300 - 1700 RPM |
| 9.160 OD Plus       | Cummins / ISF | 160 cv @ 2600 RPM | 61 mkgf @ 1300 - 1700 RPM |
| 9.180 Urban Euro VI | Cummins / ISF | 162 cv @ 2600 RPM | 61 mkgf @ 1300 - 1700 RPM |
| 11.180 S Euro VI    | Cummins / ISF | 162 cv @ 2600 RPM | 61 mkgf @ 1300 - 1700 RPM |

### Urbanos
| Modelo              | Motor            | Potência          | Torque                     |
| ------------------- | ---------------- | ----------------- | -------------------------- |
| 15.190 OD           | MAN / D0834 190  | 190 cv @ 2400 RPM | 71 mkgf @ 1100 - 1600 RPM  |
| 15.210 S Euro VI    | MAN / D0834 190  | 190 cv @ 2400 RPM | 71 mkgf @ 1100 - 1600 RPM  |
| 15.190 ODR          | MAN / D0834 190  | 186 cv @ 2400 RPM | 71 mkgf @ 1100 - 1600 RPM  |
| 15.190 OD V-Tronic  | MAN / D0834 190  | 186 cv @ 2400 RPM | 71 mkgf @ 1100 - 1600 RPM  |
| 15.230 OT LE        | MAN / D0834 230  | 225 cv @ 2400 RPM | 87 mkgf @ 1100 - 1600 RPM  |
| 17.230 OD           | MAN / D0834 230  | 225 cv @ 2400 RPM | 87 mkgf @ 1100 - 1600 RPM  |
| 17.230 S Euro VI    | MAN / D0834 230  | 225 cv @ 2400 RPM | 87 mkgf @ 1100 - 1600 RPM  |
| 17.230 OD V-Tronic  | MAN / D0834 230  | 225 cv @ 2400 RPM | 87 mkgf @ 1100 - 1600 RPM  |
| 17.260 OD           | MAN / D0836 260  | 256 cv @ 2300 RPM | 92 mkgf @ 1200 - 1800 RPM  |
| 17.260 S Euro VI    | MAN / D0836 260  | 256 cv @ 2300 RPM | 92 mkgf @ 1200 - 1800 RPM  |
| 17.260 OD V-Tronic  | MAN / D0836 260  | 256 cv @ 2300 RPM | 92 mkgf @ 1200 - 1800 RPM  |
| 17.280 OT           | MAN / D0836 280  | 277 cv @ 2300 RPM | 107 mkgf @ 1100 - 1600 RPM |
| 17.280 OT Low Entry | MAN / D0836 280  | 277 cv @ 2300 RPM | 107 mkgf @ 1100 - 1600 RPM |
| 17.280 OT V-Tronic  | MAN / D0836 280  | 277 cv @ 2300 RPM | 107 mkgf @ 1100 - 1600 RPM |
| 18.280 OT LE        | MAN / D0836 280  | 277 cv @ 2300 RPM | 107 mkgf @ 1100 - 1600 RPM |
| 18.320 OT V-Tronic  | MAN / D0836LOH12 | 315 cv @ 2200 RPM | 144 mkgf @ 1200 - 1700 RPM |
| 22.260 S Euro VI    | MAN / D0836LOH12 | 315 cv @ 2200 RPM | 144 mkgf @ 1200 - 1700 RPM |
| 26.330 OTA          | Cummins / ISL    | 330 cv @ 2100 RPM | 148 mkgf @ 1000 - 1500 RPM |

### Rodoviários
| Modelo            | Motor       | Potência          | Torque                     |
| ----------------- | ----------- | ----------------- | -------------------------- |
| 18.320 SH Euro VI | Cummins ISL | 315 cv @ 2500 RPM | 142 mkgf @ 1200 - 1700 RPM |
| 18.330 OT         | Cummins ISL | 330 cv @ 2500 RPM | 132 mkgf @ 1000 - 1500 RPM |

### Rurais
| Modelo           | Motor              | Potência          | Torque                     |
| ---------------- | ------------------ | ----------------- | -------------------------- |
| 11.180 R Euro VI | Cummins / ISF 3.8l | 175 cv @ 2200 RPM | 112 mkgf @ 1100 - 1800 RPM |
| 15.210 R Euro VI | MAN / D0834LF08    | 205 cv @ 2100 RPM | 125 mkgf @ 1200 - 1800 RPM |

### Históricos
- 16.180 CO (1993-1998)
- 16.210 CO (1998-2001)
- 15.180 EOD (2004-2006)
- 15.190 EOD (2006-2012)
- 17.210 OD (2001-2004)
- 17.210 EOD (2004-2006)
- 17.230 EOD (2006-2012)
- 17.240 OT (2001-2004)
- 17.260 EOD (2008-2012)
- 17.260 EOT (2004-2012)
- 18.310 OT (2004-2006)
- 18.320 EOT (2006-2012)
- 15.190 OD (2012-Dias Atuais)
- 17.230 OD (2012-Dias Atuais)
- 17.260 OD (2012-Dias Atuais)
- 17.280 OT (201?-Dias Atuais)
- 18.280 OT (201?-Dias Atuais)